# St. Paul (Kansas)
St. Paul és una població dels Estats Units a l'estat de Kansas. Segons el cens del 2000 tenia 646 habitants.

## Demografia
Segons el cens del 2000, St. Paul tenia 646 habitants, 226 habitatges, i 148 famílies. La densitat de població era de 222,7 habitants/km².
Dels 226 habitatges en un 33,6% hi vivien nens de menys de 18 anys, en un 54,4% hi vivien parelles casades, en un 7,5% dones solteres, i en un 34,1% no eren unitats familiars. En el 29,2% dels habitatges hi vivien persones soles el 19% de les quals corresponia a persones de 65 anys o més que vivien soles. El nombre mitjà de persones vivint en cada habitatge era de 2,63 i el nombre mitjà de persones que vivien en cada família era de 3,28.
Per edats la població es repartia de la següent manera: un 26,6% tenia menys de 18 anys, un 7,9% entre 18 i 24, un 24,9% entre 25 i 44, un 17,8% de 45 a 60 i un 22,8% 65 anys o més.
L'edat mediana era de 39 anys. Per cada 100 dones de 18 o més anys hi havia 89,6 homes.
La renda mediana per habitatge era de 33.393 $ i la renda mediana per família de 41.563 $. Els homes tenien una renda mediana de 30.385 $ mentre que les dones 19.926 $. La renda per capita de la població era de 16.012 $. Entorn del 6,1% de les famílies i el 10,7% de la població estaven per davall del llindar de pobresa.

## Poblacions més properes
El següent diagrama mostra les poblacions més properes.